# لئو جی. کارول
لئو جی. کارول (انگلیسی: Leo G. Carroll؛ ۲۵ اکتبر ۱۸۸۶ – ۱۶ اکتبر ۱۹۷۲) یک هنرپیشه اهل بریتانیا بود.
از فیلم‌ها یا برنامه‌های تلویزیونی که وی در آن نقش داشته است می‌توان به مردی از یو.ان.سی.ال.ای.، ربه‌کا، شمال با نورث‌وست، طلسم‌شده، غریبه‌ها در قطار، برف‌های کلیمانجارو، پدر عروس، سوءظن و ما فرشته نیستیم اشاره کرد.